# Hondouville
Hondouville är en kommun i departementet Eure i regionen Normandie i norra Frankrike. Kommunen ligger i kantonen Louviers-Sud som tillhör arrondissementet Les Andelys. År 2022 hade Hondouville 813 invånare.

## Befolkningsutveckling
Antalet invånare i kommunen Hondouville
Referens:INSEE